# Gilberto Malvestuto
Gilberto Malvestuto   (Sulmona, 17 d'abril de 1921 - Sulmona, 1 de març de 2023) va ser un partisà italià de la Resistència italiana durant la Segona Guerra Mundial.

Escut de la Brigada Maiella

Durant el conflicte s'afilià a la Brigada Maiella amb el grau militar de subtinent. Aquesta unitat militar fou la primera de les tropes alliberadores que entrà a Bolonya la matinada del 21 d'abril de 1945. Concretament, anà al capdavant de la secció de metralladores de la Companyia Pesant Mixta, integrada a la 1a Companyia de fusellers. En qualitat de representant de la resistència antifeixista exercí diversos càrrecs després de la guerra al Comitè Directiu de l'Institut dels Abruços per a la Història d'Itàlia des del feixisme a la Resistència, posteriorment conegut com a Institut dels Abruços per la Història de la Resistència i de la Itàlia Contemporània. Inicialment en fou el primer vicesecretari, després el vicepresident i, en darrer lloc, president entre 1989 i 1993. L'any 2010 publicà el llibre de memòries Sulle Ali della Memoria: per non dimenticare, amb l'editorial de l'Administració provincial de L'Aquila.

## Premis i reconeixements
- Creu de Guerra al Valor Militar[6]
- Diploma d'honor de Combatent per la llibertat d'Itàlia[6]
- Oficial al mèrit de la República italiana (lliurat pel President de la República Alessandro Pertini)[6]
- Ciutadà honorari de Brisighèla[3]
- Neptú d'or de la ciutat de Bolonya (a la Brigada Maiella)[7]